# (6073) 1939 UB
1939 يو بي (ويعرف أيضًا باسم (6073) 1939 يو بي وفق تسمية الكوكب الصغير) (بالإنجليزية: 1939 UB)‏ هو كويكب ضمن حزام الكويكبات؛ وترتيبه 6073 من حيث الاكتشاف.
اكتُشف هذا الجُرم الفلكي بواسطة يرجو فايسالا في 18 أكتوبر 1939.

## وصلات خارجية
- (6073) 1939 UB في قاعدة بيانات مختبر الدفع النفاث لأجرام النظام الشمسي الصغيرة

- الاكتشاف · مخطط المدار ·  العناصر المدارية · المعلمات المادية

- (6073) 1939 UB على موقع ويكي سكاي: DSS2, SDSS, GALEX, IRAS, Hydrogen α, X-Ray, Astrophoto, Sky Map, Articles and images